# Appolkils örarna
Appolkils örarna är två skär i Brändö kommun på Åland (Finland). De ligger på norra sidan av Storholmen cirka 4 km norr om Fiskö. Norr om Appolkils örarna ligger Innerskärsfjärden. Trakten är glest befolkad. Närmaste större samhälle är Brändö, 10,4 km sydost om Appolkils örarna.
Öns area är 4 hektar och dess största längd är 0,6 kilometer i nord-sydlig riktning.